# Hammamet
Hammamet (arabisch الحمامات, DMG al-Ḥammāmāt) ist eine Stadt im Norden Tunesiens. Sie liegt im Südosten der Halbinsel Cap Bon und gehört zum Gouvernement Nabeul. Seit Anfang des 20. Jahrhunderts ist die Region um Hammamet wegen der naheliegenden kilometerlangen Sandstrände im Norden und Süden der Stadt ein beliebtes Ziel für Touristen und gilt als die meistbesuchte Region des Landes.
Die Stadt zählte 2004 rund 95.000 Einwohner.

## Geschichte

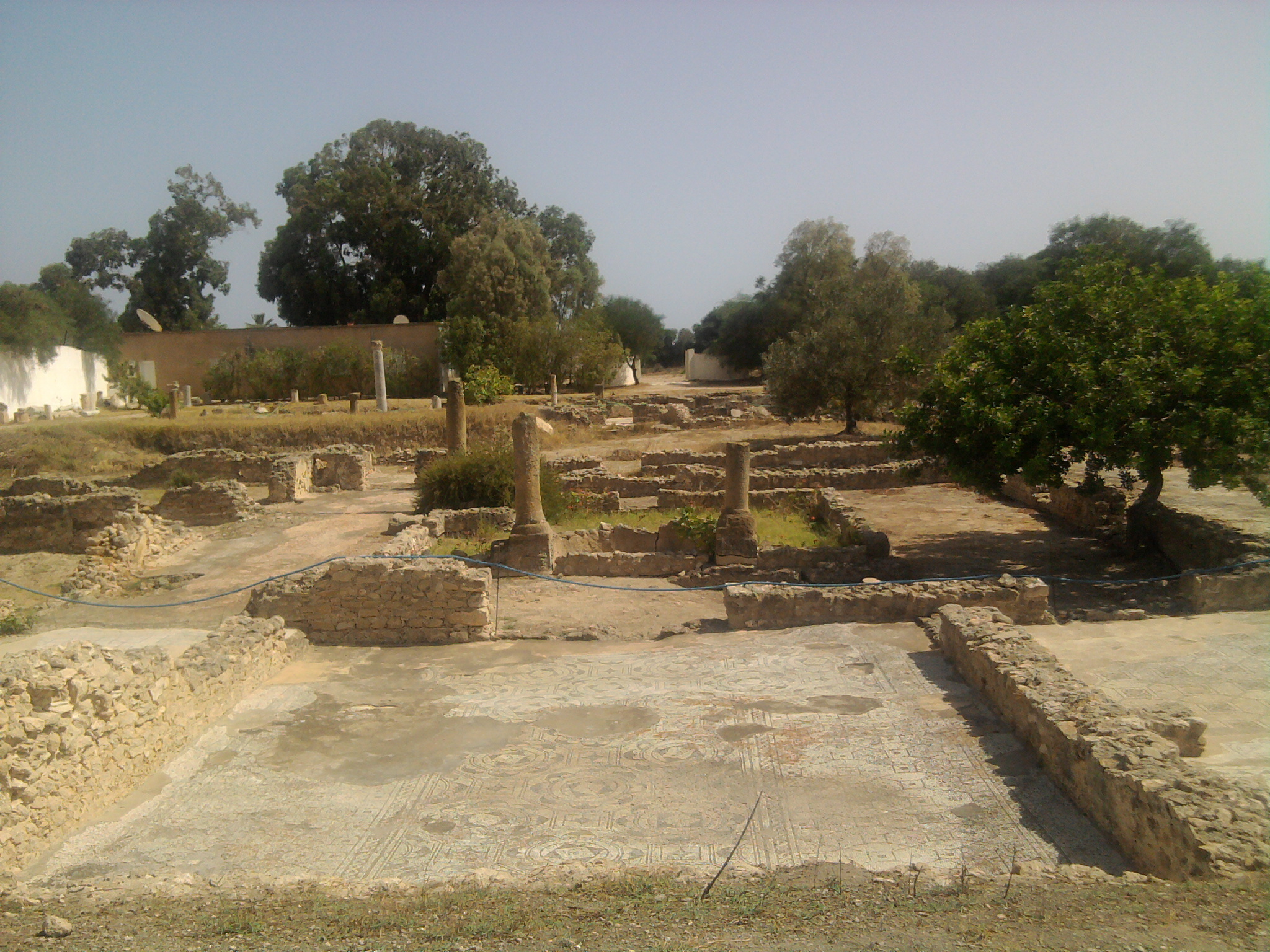
Die Ausgrabungen des antiken Pupput

In der Antike bestand auf dem Gebiet des heutigen Hammamet die römische Siedlung Pupput. Aus der weiteren Geschichte Hammamets gibt es nur wenige Überlieferungen. Im 13. Jahrhundert wurde eine Festung errichtet, die Stadt selbst entstand wohl erst im 15. Jahrhundert. Hammamet, von den Europäern damals Mahomette genannt, war ein Stützpunkt der Korsaren und wurde mehrmals von den Spaniern angegriffen. Zu Anfang des 20. Jahrhunderts entdeckten Künstler und Intellektuelle wie Paul Klee, August Macke, Gustave Flaubert, Guy de Maupassant, André Gide und Oscar Wilde das damals in Europa noch unbekannte Fischerdorf. Es entwickelte sich in der Folge zu einem beliebten Reiseziel für Ausländer. 
Anfang 1943 wurde die Villa Sebastian Erwin Rommels Hauptquartier, wo am 13. Mai 1943 dessen Nachfolger, General Hans-Jürgen von Arnim, mit seinem Stab kapitulierte. 130.000 deutsche und 120.000 italienische Soldaten gerieten in Tunesien in Gefangenschaft. Diese Niederlage war, wie die von Stalingrad kurz zuvor, von entscheidender Bedeutung für den weiteren Verlauf des Zweiten Weltkrieges. In Deutschland sprach man hinter vorgehaltener Hand (aus Angst vor Denunziation) von „Tunisgrad“.
Seit den 1960er Jahren hatte der Tourismus eine wachsende Bedeutung und Hammamet sowie dessen Umgebung wurden zum größten Badeort Tunesiens. 2004 wurde bei archäologischen Grabungen eine umfangreiche Nekropole des antiken Pupput entdeckt.

## Stadtbild

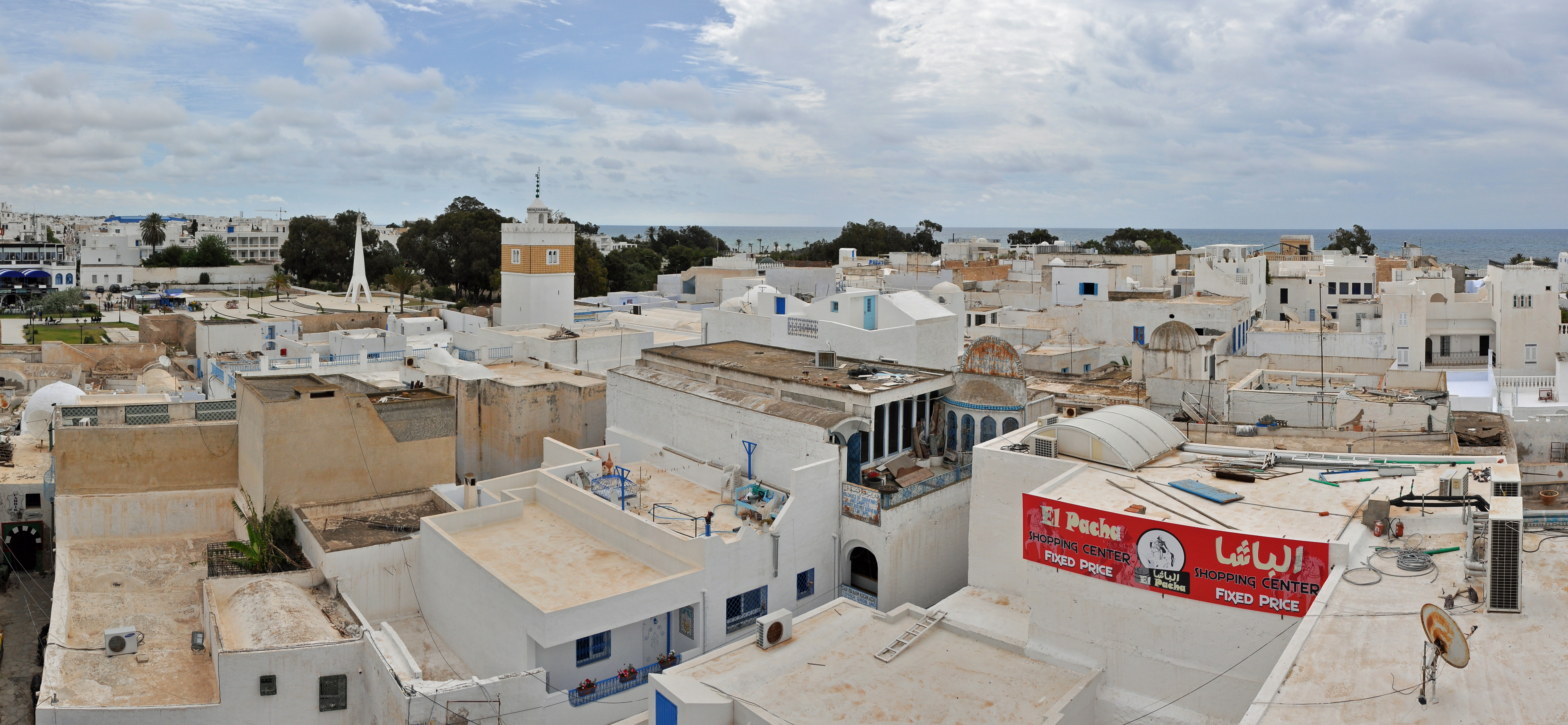
Die Medina von Hammamet

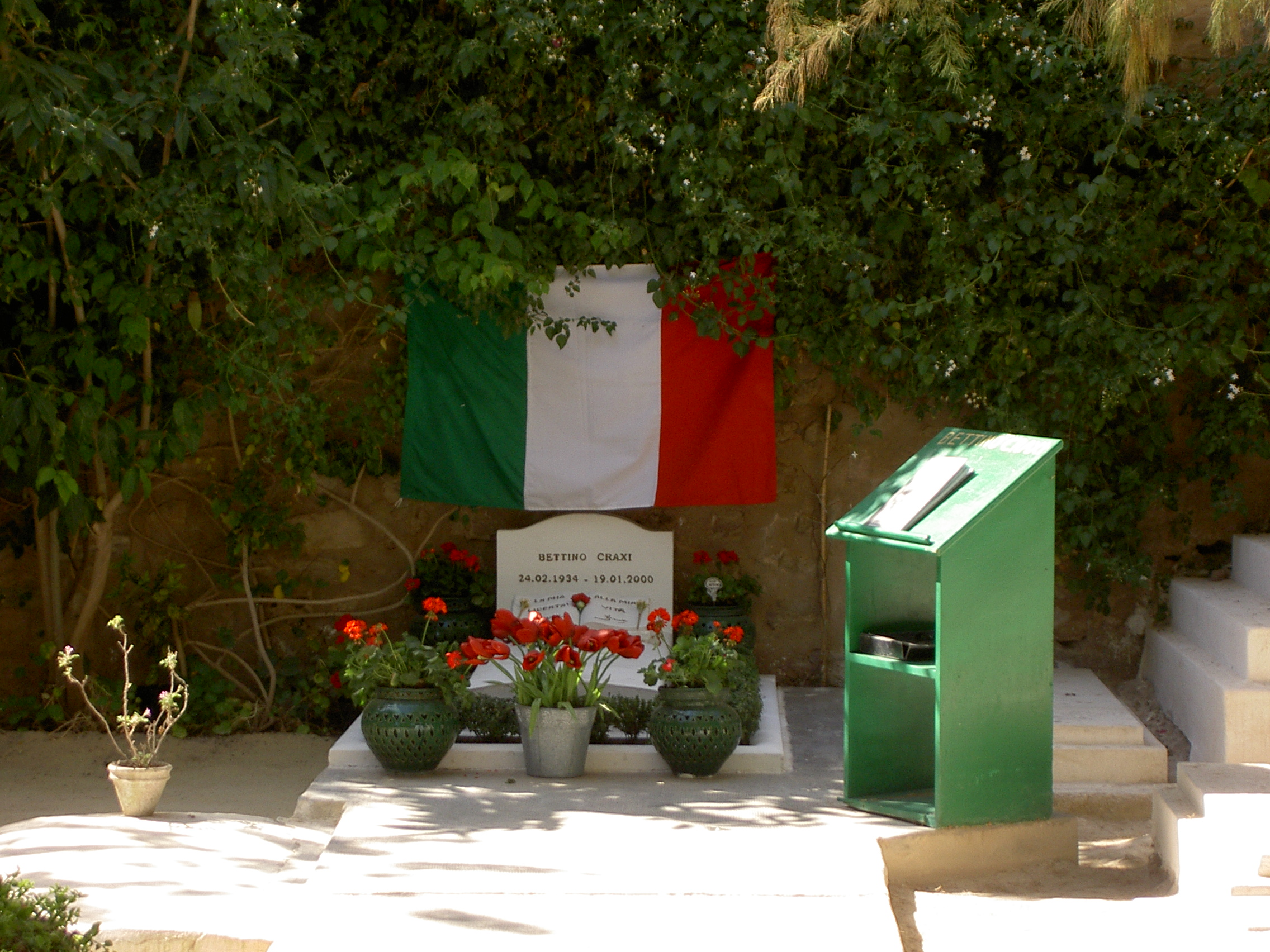
Grabstätte von Bettino Craxi

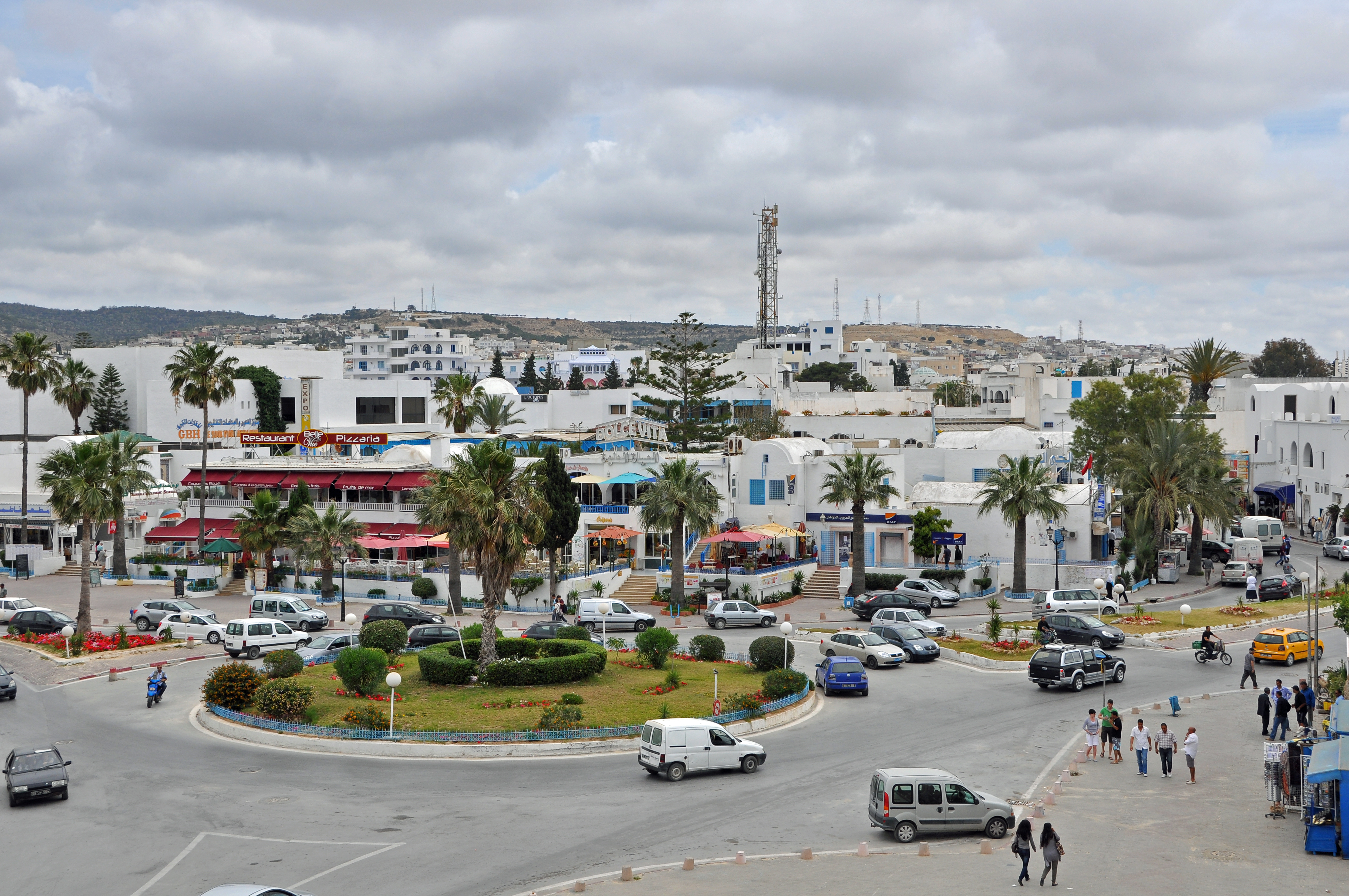
Verkehrsknotenpunkt Avenue de la Republique und Avenue Habib Bourguiba

Den Kern Hammamets bildet die historische Medina (Altstadt) an der Spitze einer Halbinsel. Die nur etwa 200 × 200 Meter große Medina ist vollständig ummauert. An ihrer Westecke liegt die Kasbah (Festung). Die Große Moschee in der Medina wurde im 15. Jahrhundert erbaut, die Sidi-Gailani-Moschee 1798. Zwischen dem Haupttor und der Kasbah befinden sich die teilweise überdachten Marktgassen der Souks, die heute vollständig vom Souvenirhandel beherrscht werden. 
Außerhalb der Medina, direkt am Meer, befindet sich der islamische Friedhof. Gegenüber, an der historischen Stadtmauer, liegt ein kleiner Friedhof der christlichen Gemeinde. Hier ist auch Bettino Craxi begraben, italienischer Ministerpräsident von 1983 bis 1987.
Den Mittelpunkt des modernen Hammamets bildet der auf der Nordseite der Medina gelegene Place des Martyrs mit einem dem Eiffelturm nachempfundenen Denkmal, das an die „Märtyrer“ des tunesischen Unabhängigkeitskrieges erinnern soll. Der Platz ist der Verkehrsknotenpunkt der Stadt. Hier beginnen die beiden Hauptstraßen der Stadt, die Richtung Norden verlaufende Avenue Habib Bourguiba und die Avenue de la République nach Osten. In der Umgebung dieser beiden Straßen befindet sich das moderne Zentrum von Hammamet mit Geschäften, Hotels, Restaurants und Dienstleistungsgewerbe.
Die touristische Zone von Hammamet teilt sich in zwei Abschnitte, die nördlich und südlich der Innenstadt kilometerweit am Strand liegen. Nördlich der Innenstadt beginnt die kleinere Zone Touristique Hammamet Nord. Die südliche Hotelzone reicht über 20 km bis zum neugebauten Touristenzentrum Yasmine Hammamet. Etwa 4 km südlich des Zentrums  liegt auch das Kulturzentrum in der ehemaligen Villa des rumänischen Millionärs George Sebastian, in dem im Sommer ein internationales Festival mit Theater-, Musik- und Folklorevorstellungen stattfindet.

## Partnerstädte
- Nevers, Frankreich[6]